# Howe Robinson Container Index
Der Howe Robinson Container Index (HRCI) wird vom Schiffsmakler Howe Robinson & Co. Ltd. in London veröffentlicht und bildet die weltweite Preisentwicklung am Chartermarkt für Containerschiffe ab.

## Konzept
Der Howe Robinson Container Index (HRCI) stellt den Containermarkt für Charterraten (Mietpreis für ein Schiff pro Tag) repräsentativ dar und wird vom Schiffsbroker Howe Robinson & Co. Ltd. in London veröffentlicht. Das Unternehmen wurde im Jahr 1883 gegründet und gilt als einer der weltweit größten unabhängigen Brokerhäuser für Containerschiffe und Massengutfrachter. Howe Robinson & Co. Ltd. ist Mitglied der Baltic Exchange in London.
Insgesamt werden 14 Schiffsklassen im Bereich der Feederschiffe (510 TEU) bis zur Panamaxklasse (4.300 TEU) berücksichtigt. Auf Grundlage der Einzelindizes wird ein Gesamtindex erstellt. In die Berechnungen fließen die Kriterien Geschwindigkeit sowie minimale und maximale Laufzeit ein. Berücksichtigung finden alle innerhalb einer Woche am weltweiten Zeitchartermarkt getätigten Abschlüsse. Eine Gewichtung nach der Schiffsanzahl und kostendeckenden Charterraten findet jährlich statt. In die Indexberechnung wird nur die am Schiffsmarkt verfügbare Tonnage einbezogen.
Die Charterraten werden ausschließlich aus den Angaben von Schiffsmaklern, Reedern und Charterern ermittelt. In den Preis fließen nur die reale Nachfrage und das reale Angebot für Containerschiffe ein. Im Gegensatz zu den Wirtschaftsdaten unterliegen die Daten des HRCI keinen nachträglichen Änderungen. Mit der Methode, wie der Index ermittelt wird, sind Manipulationen nicht möglich.

## Zusammensetzung
Der HRCI-Gesamtindex setzt sich aus 14 Einzelindizes zusammen. Die Tabelle zeigt die Schiffstypen und deren Ladekapazität in TEU, deren Tragfähigkeit in dead weight tonnage (dwt), deren Geschwindigkeit in Knoten (kn) sowie deren Gewichtung in Prozent.
| Index    | Ladekapazität in TEU | Tragfähigkeit in dwt | Ladegeschirr | Geschwindigkeit in kn | Gewichtung in % |
| -------- | -------------------- | -------------------- | ------------ | --------------------- | --------------- |
| Class 1  | 510                  | 6.500                | nein         | 15,0                  | 2,5             |
| Class 2  | 520                  | 5.500                | ja           | 15,5                  | 2,5             |
| Class 3  | 650                  | 9.500                | ja           | 15,0                  | 5,0             |
| Class 4  | 1.000                | 12.000               | ja           | 17,5                  | 2,5             |
| Class 5  | 1.100                | 13.750               | nein         | 19,0                  | 7,5             |
| Class 6  | 1.100                | 18.500               | ja           | 19,0                  | 7,5             |
| Class 7  | 1.200                | 17.000               | nein         | 19,0                  | 10,0            |
| Class 8  | 1.600                | 25.000               | nein         | 18,0                  | 12,5            |
| Class 9  | 1.700                | 24.000               | ja           | 19,5                  | 12,5            |
| Class 10 | 2.080                | 30.000               | nein         | 21,5                  | 7,5             |
| Class 11 | 2.500                | 34.000               | ja           | 22,0                  | 10,0            |
| Class 12 | 2.800                | 35.000               | nein         | 22,0                  | 10,0            |
| Class 13 | 3.500                | 45.000               | nein         | 22,5                  | 5,0             |
| Class 14 | 4.300                | 55.000               | nein         | 24,0                  | 5,0             |

## Konjunkturindikator
Da der Howe Robinson Container Index (HRCI) die Charterraten (Schiffsmieten) für Containerschiffe ermittelt, misst er präzise die Nachfrage an Containertransporten und damit das Volumen des Welthandels der Gegenwart. Während der Baltic Dry Index (BDI) die Frachtraten von Rohstoffen, der Vorstufe der Produktion, erfasst, bildet der HRCI spätere Stufen der wirtschaftlichen Entwicklung ab, wenn aus den Rohstoffen Halbfertig- oder Fertigprodukte entstanden sind. So ist der Baltic Dry Index ein Frühindikator für konjunkturelle Entwicklungen, der HRCI dagegen ein Indikator für den aktuellen Zustand des Welthandels und der Weltwirtschaft.
Der BDI wird stark von chinesischen Rohstoffimporten beeinflusst und spiegelt nur einen Aspekt des Frachtgeschäfts wider. Der HRCI misst dagegen die Tonnage in einem breiteren Marktsegment, dem Containertransport. Hier werden nicht Schüttgüter wie Kohle und Eisenerz erfasst, sondern Konsum- und Industrieprodukte. Der HRCI ist näher am Konsum und nicht frühzyklisch wie der BDI.
Je größer die Anzahl der zu verschiffenden Container ist, desto größer ist die Nachfrage nach Containerschiffen und desto höher der Charterpreis. Eine Aufwärtsbewegung des HRCI signalisiert einen Anstieg des globalen Handels, eine Abwärtsbewegung das Gegenteil. Der HRCI ist leicht positiv mit den Aktienmärkten und leicht negativ mit den Rentenmärkten korreliert.
Über 90 Prozent des Welthandels, fast 95 Prozent des Außenhandels der Europäischen Union und nahezu 70 Prozent des deutschen Im- und Exports werden über den Seeweg abgewickelt. Die vom HRCI erfassten Containerschiffe besitzen einen Anteil von 14 Prozent am Schiffsmarkt.

## Charterraten
In die Berechnung des Howe Robinson Container Index (HRCI) fließen alle am weltweiten Zeitchartermarkt getätigten Abschlüsse ein, die eine definierte Mindestgeschwindigkeit sowie eine minimale und maximale Laufzeit erfüllen. Keine Berücksichtigung finden Charterabschlüsse, die in Verbindung mit einem Schiffsneubau, mit Sale-Lease-Back-Transaktionen oder der Ausübung von Optionen stehen.
Bei einer Zeitcharter stellt der Schiffseigentümer (Eigner) das betriebsbereite, ladefähige und bemannte Schiff dem Charterer für einen definierten Zeitraum zur Verfügung. International üblich wird eine Charterrate (Mietzins) in US-Dollar pro Nutzungstag vereinbart und berechnet. Der Eigentümer bleibt für den technischen Zustand des Schiffes verantwortlich und hat das Schiff während des Zeitraumes instand zu halten. Er kann die Bereederung selbst ausführen oder einem Dritten übertragen, dem sogenannten Vertragsreeder.
Kann das Schiff während des Nutzungszeitraumes beispielsweise aufgrund einer Dockung oder eines technischen Defekts nicht genutzt werden, wird das Schiff „off-hire“, das heißt, der Charterer zahlt für diesen Zeitraum keine Charter. Bei dieser Art eines Charters ist das Risiko von Verspätungen auf Seiten des Charterers.

## Geschichte

### Historischer Überblick
Der Howe Robinson Container Index (HRCI) startete am 1. Januar 1997 mit einem Basiswert von 1.000 Punkten. Während mehrerer Wirtschaftskrisen zwischen 1997 und 1999 (Asienkrise, Russlandkrise, Brasilienkrise) verlor der Index an Wert. Im Februar 1999 stand der HRCI bei 595,3 Punkten und damit 40,5 Prozent tiefer als im Januar 1997. Am 20. September 2000 schloss der Index bei 953,1 Punkten. Während der Rezession 2001/2002 sank der HRCI erneut. Am 16. Januar 2002 schloss er bei 451,4 Punkten. Das entspricht einem Rückgang gegenüber September 2000 um 52,6 Prozent.
Die Zunahme der Nachfrage nach Transportleistungen aus Asien und das anhaltende Wirtschaftswachstum in der Volksrepublik China und Indien ließen den Index in den folgenden drei Jahren stark ansteigen. Am 8. Juni 2005 wurde ein Allzeithoch von 2.092,6 Punkten erzielt. Das entsprach seit September 2000 einem Anstieg um 363,6 Prozent.
Die internationale Finanzkrise ab 2007 führte zu einer globalen Senkung der Nachfrage an Containertransporten. Im Dezember 2009 lag der prozentuale Anteil der nicht genutzten Containerschiffe bei 11,7 Prozent und damit auf dem höchsten je registrierten Stand. Raten um die 10 Prozent der Weltcontainerflotte gelten nach Angaben des Branchendienstes ASX Alphaliner als historisch hoch.
Bereits 2 Jahre vor Beginn der Finanzkrise begann der HRCI zu fallen. Am 1. Oktober 2008 sank er mit 961,5 Punkten unter die Grenze von 1.000 Punkten. Am 7. Januar 2009 wurde mit 487,4 Punkten die Marke von 500 Punkten unterschritten. Am 25. November 2009 fiel der Index auf ein Allzeittief von 329,4 Punkten. Seit dem Allzeithoch von Juni 2005 beträgt der Verlust 84,3 Prozent. Es ist der größte Sturz in der Geschichte des Howe Robinson Container Index.
Im Jahr 2010 kam es zu einem weltwirtschaftliche Aufschwung, unterstützt durch staatliche Konjunkturprogramme und ein starkes Wachstum in Asien. Die Verbesserung der konjunkturellen Rahmenbedingungen führte zu einem Anstieg der Charterraten im Containertransport. Am 30. März 2011 markierte der HRCI mit 916,1 Punkten einen Jahreshöchststand. Seit dem Tief von November 2009 beträgt der Gewinn 178,1 Prozent.
Die Abschwächung der Weltwirtschaft, eine nachlassende Wirtschaftstätigkeit in der Volksrepublik China und die Verschärfung der Eurokrise ließ die Containertransporte einbrechen. Am 3. Februar 2012 stand der Howe Robinson Container Index bei 456,2 Punkten und damit um 50,2 Prozent tiefer als im März 2011.

### Schiffsindizes im Vergleich
Die folgende Tabelle vergleicht die Entwicklung des Howe Robinson Container Index (HRCI) mit vier weiteren Indizes der Container-Schifffahrt seit 2007. Der erste Index ist der HARPEX (Harper Petersen Charterraten Index). Er wird vom Schiffsmakler Harper Petersen & Co in Hamburg veröffentlicht und bildet die weltweite Preisentwicklung am Chartermarkt für Containerschiffe ab. Der zweite Index ist der Container Ship Time Charter Assessment Index (ConTex), den die Vereinigung Hamburger und Bremer Schiffsmakler e. V. (VHSS) seit 2007 zweimal wöchentlich berechnet.
Der dritte Index ist der China Containerized Freight Index (CCFI). Er wird von der Shanghai Shipping Exchange seit 1998 berechnet und zeigt wöchentlich die Frachtraten (Export) von Containertransporten, die von Exportweltmeister China auf Standardrouten in alle Welt verschifft werden. Der CCFI bildet die Entwicklung der Preise von Containertransporten ab, die von 10 chinesischen Häfen, darunter vom Hafen von Shanghai, dem größten Containerhafen der Welt, ausgehen.
Mit der Finanzkrise brach die weltweite Güternachfrage 2008/2009 ein. Der Markt für Container-Schiffe kam durch sinkende Fracht- und Charterraten fast zum Erliegen. Es gab freie Ladungskapazitäten und stillgelegte Schiffe, die entsprechend keine Erträge mehr brachten. Der HARPEX mit −78,1 Prozent, der ConTex mit −76,8 Prozent und der Howe Robinson Container Index (HRCI) mit −76,6 Prozent hatten starke Rückgange zu verzeichnen. Etwas geringer Waren die Verluste des chinesischen Index. Der China Containerized Freight Index (CCFI) sank um 39,2 Prozent.
Bis Mitte 2010 erholten sich die Preise von ihren Tiefstständen während der Weltwirtschaftskrise. Mit der Abschwächung der konjunkturellen Entwicklung fielen alle Indizes Ende 2011 auf den tiefsten Stand seit Ende 2009/Anfang 2010. Im Jahr 2012 verzeichneten nur die Frachtraten in China einen Preisanstieg. Am 18. Mai 2012 markierte der CCFI mit 1.335,86 Punkten ein Allzeithoch. Die Entwicklung von HRCI, HARPEX und ConTex blieb dagegen schwach.
Die Tabelle zeigt die Entwicklung der Charterraten des HRCI, HARPEX und ConTex sowie der Frachtraten des CCFI während der Finanzkrise ab 2007.
| Datum         | Howe Robinson Container Index | HARPEX   | ConTex | China Containerized Freight Index |
| ------------- | ----------------------------- | -------- | ------ | --------------------------------- |
| 31. Dez. 2007 | 1.342,5                       | 1.340,54 | 979    | 1.155,01                          |
| 31. März 2008 | 1.383,0                       | 1.372,98 | 1.006  | 1.136,75                          |
| 30. Juni 2008 | 1.217,5                       | 1.167,60 | 887    | 1.137,22                          |
| 30. Sep. 2008 | 1.003,7                       | 1.016,41 | 692    | 1.129,66                          |
| 31. Dez. 2008 | 501,7                         | 572,21   | 367    | 946,55                            |
| 31. März 2009 | 379,5                         | 390,00   | 273    | 827,87                            |
| 30. Juni 2009 | 346,2                         | 343,89   | 250    | 763,31                            |
| 30. Sep. 2009 | 339,0                         | 385,68   | 245    | 958,87                            |
| 31. Dez. 2009 | 334,0                         | 317,44   | 239    | 995,94                            |
| 31. März 2010 | 372,5                         | 391,98   | 283    | 1.120,12                          |
| 30. Juni 2010 | 628,9                         | 636,46   | 540    | 1.171,54                          |
| 30. Sep. 2010 | 735,0                         | 718,88   | 599    | 1.197,69                          |
| 31. Dez. 2010 | 676,2                         | 679,37   | 555    | 1.053,93                          |
| 31. März 2011 | 916,1                         | 900,99   | 716    | 1018,25                           |
| 30. Juni 2011 | 883,0                         | 831,40   | 679    | 981,65                            |
| 30. Sep. 2011 | 659,5                         | 555,10   | 508    | 975,61                            |
| 31. Dez. 2011 | 485,1                         | 388,57   | 409    | 881,15                            |
| 31. März 2012 | 469,9                         | 394,78   | 390    | 1.135,11                          |
| 30. Juni 2012 | 502,7                         | 434,96   | 407    | 1.307,31                          |
| 30. Sep. 2012 | 475,8                         | 377,80   | 375    | 1.214,62                          |
| 31. Dez. 2012 | 457,1                         | 351,70   | 353    | 1.113,58                          |

### Jährliche Entwicklung
Nachfolgend sind die jährlichen Höchst-, Tiefst- und Schlussstände sowie die jährliche Performance des Howe Robinson Container Index seit 1997 aufgeführt.
| Jahr  | Höchststand | Tiefststand | Schlussstand | Veränderung in % |
| ----- | ----------- | ----------- | ------------ | ---------------- |
| 1996  |             |             | 1.000,0      |                  |
| 1997  | 1.000,0     | 856,1       | 856,1        | −16,8            |
| 1998  | 830,9       | 629,8       | 629,8        | −26,4            |
| 1999  | 757,0       | 595,3       | 696,8        | 10,6             |
| 2000  | 953,1       | 709,0       | 790,4        | 13,4             |
| 2001  | 830,2       | 465,3       | 465,3        | −41,1            |
| 2002  | 669,4       | 451,4       | 633,0        | 36,0             |
| 2003  | 1.143,3     | 621,7       | 1.080,6      | 70,7             |
| 2004  | 1.883,7     | 1.096,8     | 1.883,7      | 74,3             |
| 2005  | 2.092,6     | 1.884,4     | 1.292,0      | −31,4            |
| 2006  | 1.358,0     | 1.022,1     | 1.022,1      | −20,9            |
| 2007  | 1.406,2     | 1.010,9     | 1.342,5      | 31,3             |
| 2008  | 1.383,0     | 501,7       | 501,7        | −62,6            |
| 2009  | 487,4       | 329,4       | 334,0        | −33,4            |
| 2010  | 735,0       | 334,6       | 676,2        | 102,5            |
| 2011  | 916,1       | 485,1       | 485,1        | −28,3            |
| 2012¹ | 514,1       | 456,2       |              |                  |

¹ 31. Dezember 2012